# Systeemongeval
Een systeemongeval is een ongeval dat ontstaat in een complex systeem met sterke koppeling door een onverwachte interactie van meervoudige storingen die zich niet afspelen volgens een directe operationele volgorde. Perrow stelt dat bij complexe interacties met sterke koppelingen ongevallen onvermijdelijk en daarmee normaal zijn. Hij heeft het dan ook over normale ongevallen. Hoewel lineaire interacties in vrijwel alle systemen overheersen, zijn er systemen waar complexe interacties bovenproportioneel zijn. Perrow stelt echter dat het vooral de sterke koppelingen zijn die het systeem de kans ontnemen om zich te herstellen van storingen. Doordat er geen speling aanwezig is, heeft een storing in een component direct gevolgen in andere componenten, waardoor kettingreacties en domino-effecten op kunnen treden.
De complexiteit maakt dat een systeemongeval achteraf mogelijk goed te reconstrueren is, maar dat er vooraf te veel mogelijke storingen en interacties zijn om praktisch gezien allemaal te kunnen overwegen. Overwegingen om een systeem dan toch zo uit te voeren, kunnen voortkomen uit technologische noodzaak, maar ook uit economische efficiëntie en organisatorisch van aard zijn. De oorzaken kunnen gerelateerd zijn aan de onderdelen ontwerp, uitrusting, procedures, operators, bevoorrading en materialen en omgeving. Tegenover systeemongevallen staan de ongevallen die voortkomen uit het falen van een enkel onderdeel. Deze ongevallen zijn eenvoudiger te herkennen en te voorkomen, maar maken wel de meerderheid uit van het aantal ongevallen. Dat deze toch nog voorkomen, wijt hij vooral aan productiedruk, ongevallenonderzoek door belanghebbenden en de socialisatie van risico, waardoor niet de onderneming, maar vooral het publiek het risico draagt.
Aangezien er in elke component een storing op kan treden, zal hiervoor vaak een beveiliging ingebouwd worden. Omdat echter niet alles voorzien kan worden, kunnen deze voorzieningen in bepaalde gevallen juist een storing versterken. Ook kunnen er storingen optreden in beveiligingen die juist daardoor ongelukken veroorzaken. Ingebouwde redundantie kan dit ondervangen, maar kan ook juist de complexiteit vergroten. De complexiteit kan ook een gemeenschappelijk falen tot gevolg hebben; het falen van meerdere componenten door een gemeenschappelijke oorzaak. Oorzaak en gevolg verhouden zich dan niet proportioneel.
Perrow zet onder meer kanttekeningen bij risicoanalyse. Hoewel storingen en ongevallen onvermijdelijk zijn, kunnen zij toch relatief zeldzaam voorkomen. Dat kan ertoe leiden dat uit een risicoanalyse volgt dat bijvoorbeeld kernenergie weinig risico heeft en daarom toelaatbaar is, terwijl voor Perrow de mogelijke gevolgen dusdanig zijn dat deze techniek verlaten moet worden. Perrow bekritiseert ook theorie van de betrouwbare organisatie waarin gesteld zou worden dat het mogelijk is om fouten te voorkomen, hoewel proponenten van deze theorie ontkennen dat dit een stelling van deze theorie is. Wel zijn er volgens Perrow mechanismes die fouten in een organisatie kunnen versterken of juist verzwakken. In wat hij foutvermijdende organisaties noemt, is sprake van deelname van de elite aan het systeem, sterke belangengroepen, gemakkelijke identificatie van slachtoffers en veroorzakers, een eenvoudige gang richting de rechtbanken, een grote prijselasticiteit van de vraag, een hoge mate van regelgeving en vrijwillige rapportage van incidenten. Als voorbeeld noemt hij de luchtvaart. Als dit in sterke mate ontbreekt, spreekt hij van foutversterkende systemen, waar de scheepvaart en mijnbouw voorbeelden van zouden zijn.
Ook zet Perrow kanttekeningen bij het al te veelvuldig toekennen van menselijke fout als oorzaak. Juist door de complexiteit zou er vaak eerder sprake zijn van een geforceerde menselijke fout; het systeem leidt de operator ertoe beslissingen te nemen die op dat moment juist lijken, maar achteraf blijken te hebben bijgedragen aan het ongeval. Onderdelen in het systeem als ontwerp, keuze van uitrusting en apparatuur en onderhoud kunnen dan een belangrijke rol spelen. Desondanks is er vooral in foutversterkende systemen een neiging om de oorzaak bij de operator te zoeken.